# La Vengeance du pardon
La Vengeance du pardon est un recueil de nouvelles de l’écrivain franco-belge Éric-Emmanuel Schmitt, composé de quatre histoires, publié en 2017 chez l'éditeur Albin Michel.

## Liste des nouvelles du recueil
- Les Sœurs Barbarin
- Mademoiselle Butterfly
- La Vengeance du pardon
- Dessine-moi un avion

## Résumé
Le livre comporte quatre nouvelles qui traitent toutes du thème du pardon. Sans être liées, les nouvelles ont donc un thème commun.

### Les Sœurs Barbarin
Deux vraies jumelles, Lily et Moïsette apparaissent dans un petit village de l’Ain. À la naissance, la première provoque l’admiration, la seconde suscite l’ahurissement — elle n’était pas attendue, on l’appelle Moïsette parce que si les parents avaient eu un garçon ils l’auraient nommé Moïse.
Physiquement, elles sont identiques ; psychologiquement, elles ne sont qu’une, jusqu’à l’anniversaire de leurs quatre ans où, malheureusement, on leur offre des cadeaux différents. Dès lors, tout change : Moïsette se sent lésée. Jalouse, s’estimant victime, elle fera tout pour se montrer supérieure, quitte à devenir injuste, rusée, méchante. Lily, au contraire, a le cœur sur la main, l’intelligence qui lui permet de poursuivre de belles études et de rencontrer un homme charmant, quand la cadette ne réussit rien de ce qu’elle entreprend et multiplie les aventures douteuses. Moïsette estime que tous ses malheurs viennent de sa sœur et ne cesse de l’accabler. Lily excuse toujours sa sœur adorée. Plus l’aînée pardonne à sa cadette, plus cette dernière la déteste. Les sentiments s’exacerbent. Qui l’emportera, de la vengeance ou du pardon ?
L’histoire, riche en rebondissements, suit les deux sœurs de leur naissance jusqu’à leur vieillesse. 

### Mademoiselle Butterfly
William, un adolescent parisien en vacances dans les Alpes avec sa bande d’amis, décide de relever le défi lancé par l’un d'eux : coucher avec Mandine, une jeune paysanne affectée d’un léger retard mental. En réalité, il ne se force pas, car, dès qu’il se trouve en sa compagnie, il éprouve un vrai bonheur. Cependant, Mandine n’est pas la fille dont il veut être amoureux, encore moins la femme qu’il entend tenir à son bras en société. Quelques mois plus tard, rentré dans son monde bourgeois parisien, il apprend que Mandine attend un enfant. Pendant des années, il va l’ignorer, oubliant totalement la mère et son fils. Jusqu’au jour où son fils deviendra son seul espoir de s’enrichir et de reprendre la banque familiale. S’ensuit une marche vers Mandine, laquelle lui plaît toujours intimement, mais lui déplaît socialement.
Des événements tragiques le mettront enfin en face de ses vrais sentiments. Mandine, cet être plein de pureté, va lui donner une grande leçon de vie. Mais n’est-ce pas trop tard ?

### La Vengeance du pardon
Plus personne ne comprend le comportement d’Élise. D’ailleurs elle non plus… Depuis que sa fille est morte, meurtrie par la tristesse et la solitude, elle se rend à la prison et visite Sam Louis, le serial killer, l’assassin de son enfant.
Négligeant tout, elle tente d’entrer dans un vrai contact avec ce monstre qui n’éprouve aucun remords, elle essaie de lui parler, de l’apprivoiser, de le comprendre… En le sondant, elle se sonde elle-même et descend dans les tréfonds de l’âme.
Lui-même en demeure surpris. Elle insiste. Elle veut l’humaniser, lui faire prendre conscience de son acte. Pourquoi ? Pour la vengeance ou pour le pardon ? À moins que ce ne soit pour la vengeance du pardon…

### Dessine-moi un avion
Daphné, une petite fille, tente d’apprivoiser son voisin, un vieil aviateur à la retraite. L’homme, secret, taciturne, renfrogné, est séduit et finit par passer ses journées avec elle, lui lisant le livre dont elle raffole, Le Petit Prince. Ensemble, ils explorent la célèbre histoire écrite par Saint-Exupéry. L’enfant et le vieillard passionnés pour ce conte désirent aussi connaître davantage l’auteur. Or cette recherche va mettre au grand jour une horreur commise par le vieil homme durant sa jeunesse, un acte dont il n’était pas conscient. Pourra-t-il se pardonner ?

## Réception critique
Les critiques sont plutot favorables dans la presse francophone.
Pour le Figaro, «  Éric-Emmanuel Schmitt mène cette nouvelle comme les trois qui suivent avec une incroyable maestria (…) la nature humaine est sondée dans ses tréfonds. C’est superbe. Il y a un suspense psychologique de très haute tenue ». 
Pour Guy Duplat de La Libre Belgique, « C’est sans doute dans le genre des nouvelles qu’Eric-Emmanuel Schmitt est le meilleur. La preuve par son nouveau livre, "La vengeance du pardon" ». 
Jérôme Dupuis de L'Express est moins enthousiaste, il parle de « bons sentiments et grosses ficelles ».
Enfin, pour Laila Maalouf du quotidien basé à Montréal, La Presse, « C'est un Éric-Emmanuel Schmitt en grande forme que l'on retrouve dans ces quatre nouvelles qui explorent chacune à leur façon, d'un ton éthéré, les travers de l'être humain et les tréfonds de la conscience ».

## Éditions
Édition imprimée originale
- Éric-Emmanuel Schmitt, La Vengeance du pardon, Paris, éd. Albin Michel, 1er septembre 2017, 325 p., 21 cm (ISBN 978-2-226-39919-9).

Édition imprimée au format de poche
- Éric-Emmanuel Schmitt, La Vengeance du pardon, Paris, Librairie générale française, coll. « Le Livre de poche », 30 janvier 2019, 282 p., 18 cm (ISBN 978-2-253-25974-9).